# Herb Ducherowa
Herb Ducherowa stanowi hiszpańską tarczę herbową w kolorze srebrnym, na której z zielonego trójwzgórza wyrasta czerwony gryf z wyciągniętym czerwonym językiem, ze złotymi szponami, w których trzyma czerwony romb.
Herb został zaprojektowany przez mieszkańca Sagardu Gerharda Koggelmanna i zatwierdzony 10 czerwca 1992 przez Ministerstwo Spraw Wewnętrznych (Bundesministerium des Innern, für Bau und Heimat).

## Symbolika
Czerwony gryf informuje o przynależności terenu gminy do Pomorza Przedniego. Romb został zapożyczony z herbu hrabiów Schwerinu, gdzie na srebrnym tle w pierwszym polu widoczny jest czerwony romb. Powinien również przypominać o rodzinie, która przez wieki była właścicielem gminy i okolicy. Trójwzgórze odnosi się do części gminy  (Ortsteil) Heidberg wraz z dwoma osiedlami (Wohnplatz) do niej należącymi: Brandshof  oraz Heidemühl.